# Kleingebiet Karcag
Das Kleingebiet Karcag (ungarisch Karcagi kistérség) war bis Ende 2012 eine ungarische Verwaltungseinheit (LAU 1) im Osten des Komitat Jász-Nagykun-Szolnok in der Nördlichen Großen Tiefebene. Durch die Verwaltungsreform 2013 erfuhr das Gebiet keine Veränderungen; alle fünf Ortschaften wurden in den nachfolgenden Kreis Karcag (ungarisch Karcagi járás) übernommen.
Ende 2012 lebten auf einer Fläche von 857,26 km² 43.152 Einwohner. Die Bevölkerungsdichte des zweitgrößten Kleingebeits lag mit 50 Einwohnern/km² unter der des Komitats.
Der Verwaltungssitz befand sich in der Stadt Karcag (20.523 Ew.). Kisújszállás (11.469 Ew.) und Kenderes (4.593 Ew.) besaßen ebenfalls Stadtrechte. Die Großgemeinde (ungarisch nagyközség) Kunmadaras zählte mehr Einwohner als Kenderes. Berekfürdő war die einzige Gemeinde (ungarisch község). 

## Ortschaften
| Berekfürdő | Karcag | Kenderes | Kisújszállás | Kunmadaras |